# ブラック・マジシャン
ブラック・マジシャンは、
1. 高橋和希の漫画である遊☆戯☆王およびその派生作品に登場するキャラクター。
2. 1から派生した遊☆戯☆王オフィシャルカードゲームに登場するモンスターの一種であり、またそのカード名を指す。

## データ
- 分類：通常モンスター
- レベル：7
- 属性：闇
- 種族：魔法使い族
- 攻撃力：2500
- 守備力：2100

## 概要
独特な魔法使いの帽子と衣装を身に付け、魔法の杖を手に持った冷徹そうな男性魔術師の姿。攻撃名は「黒・魔・導（ブラック・マジック）」。弟子に「ブラック・マジシャン・ガール」がいる。
『遊☆戯☆王』の主人公・武藤遊戯とアテム（闇遊戯）が最も信頼するエースモンスターで、彼らにとっては最強のしもべであり仲間の1人。遊戯も「闘いの儀」で「ブラック・マジシャン」と対峙した際、改めてその強さを実感している。
物語終盤には、アテム（闇遊戯）に仕えた古代エジプトの神官「マハード」が自身の精霊「幻想の魔術師」と融合した姿であったなど、過去での因縁が判明した。
原作では当初レベル6であったが、後に遊☆戯☆王オフィシャルカードゲームと同じレベル7に修整された。
「青眼の白龍」とともに知名度が高く、サポートカードや派生カードも多い。略称は｢ブラマジ｣「BM」など。 
攻撃力は2500とそれほど高くないが、その多様なサポートカードを生かし、トリッキーな戦術を取ることができる。
また、攻撃力2500というステータスと、融合や儀式による強化や進化、様々なサポートカードを有するという立場は、『遊☆戯☆王デュエルモンスターズGX』の遊城十代が使用する「E・HERO ネオス」とコンタクト融合やサポートカード、『遊☆戯☆王5D's』の不動遊星が使用する「スターダスト・ドラゴン」を初めとしたシンクロ召喚、『遊☆戯☆王ZEXAL』の九十九遊馬が使用する「No.39 希望皇ホープ」と強化形態、魔法カードを使用した進化形態とサポートカード、『遊☆戯☆王ARC-V』の榊遊矢の使用する「オッドアイズ・ペンデュラム・ドラゴン」、『遊☆戯☆王VRAINS』の藤木遊作/Playmakerの使用する「ファイアウォール・ドラゴン」と、後のシリーズの主人公のスタンダードであり、このモンスターが先駆けとなった。

## アニメ・原作漫画での使用者
武藤遊戯（アテム）
祖父・双六から譲り受けたカード。このカード自身には特殊効果は無いが、豊富な専用サポートカードが存在するため、様々なコンボを狙える。ブラック・マジシャン自身も自我を持ち、遊戯に忠誠を誓っているような描写がある。
弟子の「ブラック・マジシャン・ガール」登場後は単体での活躍の場は減ったものの、重要な場面では弟子とともに登場することが多い。
『GX』の最終デュエルである遊城十代戦では、十代のエースカードであるE・HERO ネオスと相打ちになった。
必殺技は黒・魔・導（ブラック・マジック）、魔導波、魔連弾。
ブラック・マジシャンの声：小嶋一成、下崎紘史（『GX』）
パンドラ
レアカードハンターの集団、グールズの一員。遊戯のブラック・マジシャンとはカラーリングの異なるブラック・マジシャンを使用する。
ブラック・マジシャンの声：高橋広樹
神楽坂
アニメ『遊☆戯☆王デュエルモンスターズGX』の登場人物。ラーイエロー所属。デュエルアカデミアに展示されていた遊戯のデッキのレプリカを盗み、遊戯のものと同じデザインのブラック・マジシャンを使用した。

## 関連OCGカード

### モンスターカード

#### アニメ登場カード
マジシャン・オブ・ブラック・カオス
- 分類：儀式モンスター
- レベル：8
- 属性：闇
- 種族：魔法使い族
- 攻撃力：2800
- 守備力：2600

初登場は「決闘者の王国編」における「闇遊戯vsペガサス」戦（2戦目）。原作での登場はこの一回のみだが、アニメでは「乃亜編」にも登場する。
儀式魔法「カオス－黒魔術の儀式」により儀式召喚できる儀式モンスター。のちにリメイク版として、「混沌の黒魔術師」が登場した。
攻撃名は「滅びの呪文デス・アルテマ」。
アニメでは、「ブラック・マジシャン」「ブラック・マジシャン・ガール」と共に「黒魔術三銃士」とも称され、合体攻撃「トリプル・ブラック・マジック」も披露した。
黒衣の大賢者
- 分類：効果モンスター
- レベル：9
- 属性：闇
- 種族：魔法使い族
- 攻撃力：2800（アニメでは100）
- 守備力：3200

「決闘者の王国編」におけるアニメオリジナルデュエル「闇遊戯vs城之内」戦にて登場。「時の魔術師」の効果によって、「ブラック・マジシャン」が1000年の時を超えた姿。
自分のターンと相手ターンに1度、デッキから魔法カードを手札に加え効果を使用できる効果を持つ。
OCGでは、「時の魔術師」の効果成功時に「ブラック・マジシャン」をリリースして手札かデッキから特殊召喚し、自分のデッキから魔法カード1枚を手札に加える効果。
ブラック・マジシャン・ガール
声：大浦冬華→歌原仁美→中尾友紀
- 分類：効果モンスター
- レベル：6
- 属性：闇
- 種族：魔法使い族
- 攻撃力：2000
- 守備力：1700

遊戯の愛用カードの一つ。初登場はバトルシティ編の「闇遊戯vsパンドラ」戦。通称「BMG」「ブラマジガール」「マナ」。
お互いの墓地の『ブラック・マジシャン』と『マジシャン・オブ・ブラックカオス』1体につき、攻撃力が300（原作では500）ポイントアップする効果を持つ。
アニメでは遊戯をデュエルモンスターの精霊が集う異世界・デュエルモンスターズ界に案内し、オレイカルコスの力に捕らわれた闇遊戯を悲しい表情で見るなど、自らの意思を持っている描写が見られた。さらに、ドーマ編では師匠を差し置いて「魂のカード」と呼ばれるなど、ヒロイン的な扱いを受けている。『GX』最終話においても、闇遊戯が登場した際に彼の方を一瞬振り向いている。
攻撃名は「黒・魔・導・爆・裂・破」、師であるブラック・マジシャンとの同時攻撃では「黒・爆・裂・破・魔・導」、Rでの「拡散する波動」とのコンボ攻撃名は「超・魔・導・波・動・弾」、アニメでの特殊召喚した魔法使い族モンスターのレベルを2つ上げる「魔法大学」と「拡散する波動」のコンボ攻撃名は「ブラック・バーニング・バースト」。
『GX』では遊戯のみが所有しているカードという設定で、遊戯以外のデュエリストがこのカードを使う描写はないが、デュエル・アカデミアに展示されることになった遊戯のデッキのレプリカのカードとして登場したり、最終話では遊城十代とのデュエルで過去の遊戯がワタポンを生贄にして召喚した。
超魔導剣士－ブラック・パラディン
- 分類：融合・効果モンスター
- レベル：8
- 属性：闇
- 種族：魔法使い族
- 攻撃力：2900
- 守備力：2400
- 融合素材：「ブラック・マジシャン」＋「バスター・ブレイダー」

初登場は「バトルシティ編」準決勝の「闇遊戯vs海馬」戦。
フィールド上のドラゴン族モンスター1体につき、攻撃力が500ポイントアップする効果を持つ。
攻撃名は「超・魔・導・無・影・斬」、「拡散する波動」を使用した場合は「超・魔・導・烈・破・斬」。
OCGでは、手札を1枚捨てることで魔法の発動を無効にして破壊できる効果と、全てのフィールド上と墓地のドラゴン族モンスター1体につき500ポイントアップするという効果を持ち、原作に比べ強化されている。
黒炎の騎士－ブラック・フレア・ナイト－
- 分類：融合・効果モンスター
- レベル：6
- 属性：炎
- 攻撃力：2200
- 守備力：800
- 融合素材：「ブラック・マジシャン」＋「炎の剣士」

アニメ「乃亜編」における「遊戯＆城之内vsビッグ5」戦にて登場。
戦闘によって発生するこのカードのコントローラーへのダメージは0になるという効果と、戦闘で破壊されて墓地へ送られた時、自分のデッキか手札から『幻影の騎士－ミラージュ・ナイト－』1体を特殊召喚する効果を持つ。
幻影の騎士－ミラージュ・ナイト－
- レベル：8
- 属性：光
- 種族：戦士族
- 攻撃力：2800
- 守備力：2000

アニメ「乃亜編」における「遊戯＆城之内vsビッグ5」戦にて登場。
ダメージ計算時、このカードの攻撃力に相手モンスターの元々の攻撃力を加えるという効果と、戦闘を行ったターンのエンドフェイズ時にこのカードをゲームから除外し「ブラック・マジシャン」と「炎の剣士」を蘇生する効果を持つ。
OCGでは、後半の効果を失っている。
ブラック・マジシャンズ・ナイト
- 分類：効果モンスター
- レベル：7
- 属性：闇
- 種族：戦士族
- 攻撃力：2500
- 守備力：2100

アニメ「乃亜編」における「遊戯＆城之内vsビッグ5」戦にて登場。
アニメでは効果を持たず、戦士族になったブラック・マジシャンという扱いだった。
OCGでは、「騎士の称号」の効果でのみ特殊召喚可能で、特殊召喚に成功した時、フィールド上のカード1枚を破壊する効果を持つ。
呪符竜
- 分類：融合・効果モンスター
- レベル：8
- 属性：闇
- 種族：ドラゴン族
- 攻撃力：2900
- 守備力：2500
- 融合素材：「ブラック・マジシャン」＋ドラゴン族モンスター

アニメ「ドーマ編」における「遊戯vsラフェール」戦にて登場。
自分の墓地の魔法カードを全て除外し、除外した数×300攻撃力を上げる効果を持つ。
OCGでは、相手の墓地の魔法カードも除外でき、枚数も任意だが、攻撃力の上昇幅が100と減っている。一方このカードが破壊された場合、墓地の魔法使い族モンスターを特殊召喚する効果が追加されている。
熟練の黒魔術師
- 分類：効果モンスター
- レベル：4
- 属性：闇
- 種族：魔法使い族
- 攻撃力：1900
- 守備力：1700

アニメ「KCグランプリ編」における「闇遊戯vsヴィヴィアン」戦にて登場。
OCGに準拠して魔法を発動するたびに、このカードに魔力カウンターを1個乗せ（最大3個まで）、3個乗っている状態のこのカードをリリースすることで、自分の手札・デッキ・墓地から『ブラック・マジシャン』を特殊召喚する効果を持つ。
黒の魔法神官
- レベル：9
- 属性：闇
- 種族：魔法使い族
- 攻撃力：3200
- 守備力：2800

劇場版『光のピラミッド』における「闇遊戯vs海馬」戦にて登場。
罠カードの効果が発動したときそれを無効にして破壊する効果と、1ターンに一度、相手モンスター1体の攻撃力を自分の墓地の魔法使い族モンスターの数だけ500ポイントダウンさせる効果の2つの効果を持つ。
攻撃名は「セレスチュアル・ブラック・バーニング」。
OCGでは、後半の効果を失っている。
混沌の黒魔術師
- 分類：効果モンスター
- レベル：8
- 属性：闇
- 種族：魔法使い族
- 攻撃力：2800
- 守備力：2600

アニメGXにおける「十代vs神楽坂」戦にて登場。
効果はOCG（エラッタ前）に準拠しており、召喚・特殊召喚に成功した時自分の墓地の魔法カード1枚を手札に加えることができる効果、このカードが戦闘で破壊したモンスターはゲームから除外される効果、このカードがフィールドから離れた場合ゲームから除外される効果を持つ。
攻撃名は「滅びの呪文」

#### OCGオリジナルカード
黒魔導の執行官
- レベル：7
- 属性：闇
- 種族：魔法使い族
- 攻撃力：2500
- 守備力：2100
- 補足：通常召喚できず、自分フィールド上の「ブラック・マジシャン」1体をリリースした場合のみ特殊召喚可能。

効果は「お互いが通常魔法を発動するたびに、相手ライフに1000ダメージを与える」という永続効果。
遊☆戯☆王5D'sにてこのカードの使い手が登場したが、いわゆるやられ役であり、このモンスターの登場も一瞬だった。
幻想の黒魔導師
- ランク：7
- 属性：闇
- 種族：魔法使い族
- 攻撃力：2500
- 守備力：2100
- エクシーズ素材：レベル7モンスター×2
- 補足：このカードは自分フィールド上の魔法使い族・ランク6のエクシーズモンスターの上にこのカードを重ねてエクシーズ召喚する事もできる。

効果は「1ターンに1度、このカードのエクシーズ素材を１つ取り除くことで手札・デッキから魔法使い族の通常モンスター1体を特殊召喚する」という起動効果、「魔法使い族の通常モンスターが攻撃宣言時、相手フィールド上のカードを1枚選択し除外する。この効果は1ターンに1度しか使えない」という誘発効果。
神官マハードの精霊「幻想の魔術師」がモチーフになっている。
伝説の闇の魔導師
- ランク：7
- 属性：闇
- 種族：魔法使い族
- 攻撃力：2500
- 守備力：2100
- エクシーズ素材：レベル7モンスター×3
- 補足：このカードは公式デュエルでは使用できない。

効果は「魔法使い族モンスターをエクシーズ素材として持っているこのカードが直接攻撃によって相手ライフを0にした場合、このカードのコントローラーはマッチに勝利する」というもの。
大会などでは使用できないが、遊☆戯☆王の日では使用可能である他、フリーデュエルなどでも相手の了承を得れば使うことができる。
超魔導竜騎士－ドラグーン・オブ・レッドアイズ
- 分類：融合・効果モンスター
- レベル：8
- 属性：闇
- 種族：魔法使い族
- 攻撃力：3000
- 守備力：2500
- 融合素材：「ブラック・マジシャン」＋「真紅眼の黒竜」またはドラゴン族の効果モンスター

効果はカード効果の対象にならない耐性と破壊効果耐性の永続効果、自分メインフェイズ中、融合素材とした通常モンスターの枚数まで相手モンスターを破壊してダメージを与える起動効果、1ターンに1度手札を1枚捨てることで、相手の魔法・罠・モンスター効果を無効にして破壊し、自身の攻撃力を1000アップする誘発即時効果。
遊戯と城之内のエースモンスター同士の融合モンスターであり、下記の魔術師サポートカードのみならずレッドアイズのサポートも受けられる。

### 魔法・罠カード
千本ナイフ
- 分類：通常魔法カード

効果は「自分のフィールドに『ブラック・マジシャン』が存在する場合に発動できる。相手フィールド上のモンスター1体を破壊する」というもの。
原作ではパンドラだけが使用していたが、アニメでは遊戯も使用している。『GX』では、なぜか読みが「せんぼんナイフ」となっていた。
奇跡の復活
- 分類：通常罠カード

自分フィールド上の魔力カウンターを2個取り除き、自分の墓地の『ブラック・マジシャン』か『バスター・ブレイダー』1体を特殊召喚する効果を持つ。
光と闇の洗礼
- 分類：速攻魔法カード

効果は自分フィールドの「ブラック・マジシャン」をリリースし、自分の手札・墓地・デッキから「混沌の黒魔術師」を特殊召喚する。2008年9月1日に「混沌の黒魔術師」は禁止カードになったため使用できなかったが、2015年4月1日に「混沌の黒魔術師」が制限カードに復帰したことで使用できるようになった。
魔術の呪文書
- 分類：装備魔法カード

「ブラック・マジシャン」「ブラック・マジシャン・ガール」にのみ装備可能な装備魔法。効果は「装備モンスターの攻撃力は700アップする。このカードがフィールド上から墓地に送られた時、自分は1000ライフポイント回復する」というもの。
騎士の称号
- 分類：通常魔法カード

自分フィールド上に表側表示で存在する『ブラック・マジシャン』1体をリリースして発動する。効果は「自分の手札・デッキ・墓地から『ブラック・マジシャンズ・ナイト』1体を特殊召喚する」というもの。
アニメでは「フィールド上のモンスター1体の種族を戦士族に変更する」という効果のみを持ったカードだった。
賢者の宝石
- 分類：通常魔法カード

効果は「自分フィールド上に『ブラック・マジシャン・ガール』が表側表示で存在する場合に発動できる。自分の手札かデッキから『ブラック・マジシャン』1体を特殊召喚する」というもの。
黒・魔・導
- 分類：通常魔法カード

効果は「自分のフィールドに『ブラック・マジシャン』が存在する場合に発動できる。相手フィールド上の魔法・罠カードを全て破壊する」というもの。
「ブラック・マジシャン」の必殺技をカード化したもので、「ハーピィの羽根帚」と同じ効果を持つ。
黒魔術のカーテン
- 分類：通常魔法カード

効果は「このカードを発動するターン、自分はこのカードの効果以外で召喚・反転召喚・特殊召喚できない。ライフを半分払い、デッキから『ブラック・マジシャン』1体を特殊召喚できる」というもの。
原作ではフィールド魔法だった。
ティマイオスの眼
- 分類：通常魔法カード

「ティマイオスの眼」は1ターンに1枚しか発動できない。(1)の効果は「自分フィールド上の『ブラック・マジシャン』モンスター1体を対象として発動できる。そのモンスターを融合素材として墓地へ送り、そのカード名が融合素材として記されている融合モンスター1体をエクストラデッキから融合召喚する」というもの。また、「このカードのカード名はルール上「伝説の竜 ティマイオス」としても扱う」というルールも持つ。
「『ブラック・マジシャン』と名のついたモンスター」を対象とするため、「ブラック・マジシャン・ガール」を対象とすることもできる。
アニメでは「名もなき竜」と呼ばれるカードの一枚であり、モンスターカードと「合体」することで新たなモンスターとなる効果を持っていた。「ブラック・マジシャン」と合体し上記の「呪符竜」に、「ブラック・マジシャン・ガール」と合体し「竜騎士ブラック・マジシャン・ガール」となった。アニメにおいては合体するのは「ブラック・マジシャン」モンスターである必要はなく、遊戯も「毒蝶－ポイズン・バタフライ」との合体を試みたが不発に終わっている。